# Joaquim Miranda
Joaquim Miranda (* 7. September 1950 in Portalegre; † 16. Juni 2006 ebenda) war ein portugiesischer Politiker der Partido Comunista Português.

## Leben
Miranda studierte Wirtschaftswissenschaften und sammelte erste politische Erfahrungen im Rat von Portalegre. Er war von 1980 bis 1986 Abgeordneter der Assembleia da República. Er war von 1986 bis 2004 Abgeordneter im Europäischen Parlament. Zur Europawahl 2004 kandidierte er aus gesundheitlichen Gründen nicht mehr.
Miranda galt als „militanter Kommunist“. Er starb nach längerer Krankheit 2006 im Alter von 55 Jahren im Krankenhaus von Portalegre.